# Jun Suzuki (Fußballspieler, 1993)
Jun Suzuki (japanisch 鈴木 潤 Suzuki Jun; * 30. Juli 1993 in Nagoya) ist ein ehemaliger japanischer Fußballspieler.

## Karriere
Suzuki erlernte das Fußballspielen in der Schulmannschaft der Funabashi High School und der Universitätsmannschaft der Chūkyō-Universität. Seinen ersten Vertrag unterschrieb er 2015 beim FC Gifu. Der Verein spielte in der zweithöchsten Liga des Landes, der J2 League. Für den Verein absolvierte er 22 Ligaspiele. 2018 wechselte er zum Nara Club. Ende 2018 beendete er seine Karriere als Fußballspieler.